# Cuvillers
Cuvillers è un comune francese di 206 abitanti situato nel dipartimento del Nord nella regione dell'Alta Francia.

## Società

### Evoluzione demografica
Abitanti censiti